# Kilogram-siła
Kilogram-siła – jednostka siły w ciężarowym układzie jednostek. Dla odróżnienia od kilograma masy zwany jest kilogramem-siłą i oznaczana symbolami kgf, kp i kG. Jest to siła, z jaką Ziemia przyciąga masę 1 kg w miejscu, w którym przyspieszenie ziemskie wynosi 9,80665 m/s². Jest to pozaukładowa jednostka miary.
W niektórych krajach (np. Węgry, Austria, Niemcy, Szwecja) kilogram-siła nosi nazwę kilopond i jest oznaczany kp. Międzynarodowa organizacja miar zaleciła w 1955 roku przyjęcie skrótu kgf, wiele państw nie dostosowało się do tego zalecenia, w tym i Polska, w której używa się symbolu kG. W Polsce, w związku z integracją z NATO, w 2005 roku w pomiarach związanych z obronnością i bezpieczeństwem państwa dopuszczone zostało stosowanie kilograma-siły, oznaczanego oryginalnym francuskim skrótem kgf oraz momentu siły wyrażonego w kG · m. Dla drugiej jednostki miary wcześniej używano nazwy kilogramometr i skrótu kGm.
Przeliczniki
1 kgf = 1 kp = 9,80665 N = 0,980665 daN
1 N = 0,10197 kgf